# Вика, Хильда
Хильда Оттовна Вика (Hilda Vīka, также Hilda Vīka-Eglīte; 05.11.1897, Рига — 14.02 1963, там же) — латышская художница.
Имя при рождении — Хильдегарда Наталия Вика (Hildegarde Natālija Vīka). Училась в немецкой женской гимназии.
Окончив бухгалтерские курсы, с 1918 по 1935 год работала служащей и клерком в банке. Одновременно с работой занималась в студиях А. А. Зауэра (1922—1925) и У. Е. Скулме (1925—1927). В 1927—1938 гг. член «Объединения независимых художников».
Первая выставка с её участием состоялась в 1927 году, первая персональная выставка — в 1933 году, последующие — в 1937, 1940, 1943, 1959 (Рига) и 1960 (Добеле) годах.
Работы экспонировались за рубежом: Кёнигсберг — 1932, Варшава — 1936, Хельсинки — 1936 и 1965, Осло — 1964.
В 1930-е и 1940-е годы опубликовала несколько сборников стихов, рассказов и несколько романов с собственными иллюстрациями.
Картины хранятся в Государственном художественном музее Латвии и в частных коллекциях.
Умерла в 1963 году после трёх лет болезни.
Муж (с 20 декабря 1930 года) — писатель Виктор Эглитис (Viktors Eglītis) (умер в советской тюрьме в апреле 1945 года). Детей не было из-за перенесённой в 1928 году операции.